# I.P. Müller, I
I.P. Müller, I er en film fra 1911  med dokumentariske optagelser foretaget af Peter Elfelt.

## Handling
J.P. Müller viser gymnastiske øvelser i haven. Nogle af optagelserne kan også ses i I.P. Müller viser "Mit System" (1904). Jørgen Peter Müller (1866-1938) var hygiejniker og idrætspioner. 1901-05 var han inspektør ved Vejlefjord sanatorium. Derefter virkede han udelukkende som agitator for legemesrøgt og var overvejende bosat i udlandet. Han opnåede verdensberømmelse med sin bog 'Mit System', der udkom i 1904. Her samlede han sine erfaringer, sine træningsmetoder og den levemåde, der førte til de bedste resultater. Hans system bestod af en række selvkonstruerede hjemmegymnastiske, enkle øvelser, hvori han afgørende brød med den da enerådende påvirkning fra svensk mandsgymnastik. 'Mit System' blev en enestående succes, oversat til 25 sprog, trykt i over halvanden mio. eksemplarer.